# دنی نایتینگایل
دنی نایتینگایل (انگلیسی: Danny Nightingale؛ زادهٔ ۲۱ مهٔ ۱۹۵۴) ورزشکار پنج‌گانه مدرن اهل بریتانیا است.
وی در مسابقات کشوری و بین‌المللی در مجموع برندهٔ ۱ مدال طلا شده‌است.